# Rhacophorus duboisi
Rhacophorus duboisi är en groddjursart som beskrevs av Ohler, Marquis, Swan och Stéphane Grosjean 2000. Rhacophorus duboisi ingår i släktet Rhacophorus och familjen trädgrodor. IUCN kategoriserar arten globalt som otillräckligt studerad. Inga underarter finns listade i Catalogue of Life.